# La Danseuse captive
Pour plus de détails, voir Fiche technique et Distribution.
La Danseuse captive (titre original : Scarlet Seas) est un film muet américain réalisé par John Francis Dillon, sorti en 1928.

## Synopsis
Un capitaine de navire vient en aide à une prostituée mais ils sont entrainés des aventures...

## Fiche technique
- Titre : La Danseuse captive
- Titre original : Scarlet Seas
- Réalisation : John Francis Dillon
- Scénario : Bradley King, Scott Darling (histoire) et Louis Stevens (titres)
- Directeur de la photographie : Sol Polito
- Montage : Jack Gardner et Edward Schroeder
- Musique : Karl Hajos (Non crédité)
- Compagnie de production et de distribution : First National Pictures
- Pays de production : américain
- Genre : Film d'aventure
- Format : Noir et blanc - 35 mm - 1,33:1 - Film muet (Vitaphone)
- Durée : 70 minutes
- Date de sortie :
  - États-Unis : 30 décembre 1928 (première)

## Distribution
- Richard Barthelmess : Steven Dunkin
- Betty Compson : Rose
- Loretta Young : Margaret Barbour
- James Bradbury Sr. : Johnson
- Jack Curtis : Toomey
- Knute Erickson : Capitaine Barbour